# Монстри проти Прибульців (мультсеріал)
Монстри проти Прибульців (англ. Monsters vs. Aliens) - американський комп'ютерний анімаційний серіал заснований на стрічці 2009 року. Прем'єра мультсеріалу відбулась 23 березня 2013 року на каналі Nickelodeon. Серіал налічує 26 серій та 50 епізодів. В Україні транслювався на каналах «Новий канал», «QTV» та «ТЕТ».

## Сюжет
У Сьюзен Мерфі, дівчини з Каліфорнії, на день її весілля потрапив метеорит, повний всякої погані з космосу. Внаслідок цього вона раптом почала рости і виросла до п’ятнадцяти метрів. Стривожені появою нового монстра, військові відразу беруться за справу: Сьюзен відловлюють і відвозять на секретну урядову базу, де знаходяться інші дивні істоти, схожі на неї.

## Персонажі
- Riki Lindhome у ролі Сьюзен[6] - мила і сором'язлива дівчина, на яку в день її весілля падає метеорит, наповнений квантонієм (найпотужнішою речовиною у Всесвіті). У результаті С'юзан виростає розміром з п'ятиповерховий будинок. Спочатку вона не сприймає себе як монстра і відчайдушно хоче повернутися до колишнього життя.
- Eric Edelstein у ролі Боба — безформний і драглистий, з єдиним оком, схожий на слайм Б.O.Б. — результат схрещування генетично модифікованого помідора і десертного майонезу, напханого хімікаліями. Це непереможна істота з неймовірним апетитом. У Б.O.Б.а немає мозку, але він є серцем компанії, хоча, технічно, серця у нього немає теж.
- Chris O'Dowd у ролі доктора Таргана — під час експерименту, метою якого було наділити людей здатністю до виживання, яка є у тарганів, пристрій виходить з ладу. Геніальний мозок вченого залишається недоторканим, але тепер він знаходиться в голові таргана. Доктор Тарган, наполовину людина, наполовину комаха, неймовірно вишуканий і ввічливий, якщо його раптом не відвернути зіпсованими залишками їжі. Він винаходить і конструює геніальні пристосування, у яких як і раніше зустрічаються «невеликі» побічні ефекти.
- Дідріх Бейдер у ролі Ланки — рибо-людина, відсутня ланка між доісторичними рибами та доісторичною людиною. Був заскочений зненацька Льодовиковим періодом у момент еволюціонування, при виході з води на сушу. 20 тисяч років опісля вчені розтопили лід, але не встежили за своєю важливою знахідкою. Рибо-людина втекла і зробила спробу повернутися у звичне середовище перебування. Через багато років, проведених у секретній лабораторії, він все ще самовпевнений мачо, хоча злегка і втратив фізичну форму.
- James Patrick Stuart у ролі Президента[7]
- Jeff Bennett у ролі Ковертона[8]
- Ґілліан Джейкобс у ролі Стаабі[9][10]